# Октартутьпентазолото
Октартутьпентазолото — бинарное неорганическое соединение
золота и ртути
с формулой Au5Hg8,
кристаллы.

## Получение
- Сплавление стехиометрических количеств чистых веществ:

{\displaystyle {\mathsf {5Au+8Hg\ {\xrightarrow {T}}\ Au_{5}Hg_{8}}}}

## Физические свойства
Октартутьпентазолото образует кристаллы
кубической сингонии,
пространственная группа I 43,
параметры ячейки a = 0,992 нм, Z = 4,
структура типа октацинкпентамеди Cu5Zn8
.
Соединение образуется по перитектической реакции при температуре ниже 122 °C .

## Применение
- Соединение образуется при добыче золота по технологии амальгамации [5][6][7].